# United Left Alliance
United Left Alliance (irl. Comhghuaillíocht na hEite Clé Aontaithe) – koalicja wyborcza lewicowych partii i niezależnych polityków w Irlandii, utworzona celem startowania w wyborach parlamentarnych w 2011. Grupa składała się ówcześnie z trzech istniejących partii politycznych: Partii Socjalistycznej, People Before Profit Alliance oraz Workers and Unemployed Action Group, a także byłych członków Partii Pracy.
W październiku 2012 roku z koalicji wycofała się Workers and Unemployed Action Group, natomiast w styczniu 2013 sojusz opuściła Partia Socjalistyczna. Pod koniec tego samego roku koalicja została rozwiązana.